# 中国共产主义青年团福建省委员会
中国共产主义青年团福建省委员会，简称共青团福建省委，是中国共产主义青年团在福建省的地方组织机构，接受中国共产党福建省委员会和中国共产主义青年团中央委员会的领导。主要负责青年工作。

## 历史沿革
1925年春，团中央和广东区团委先后在福州、厦门两地成立团组织。1927年12月，中共福建临时省委在漳州正式成立。与此同时，共青团福建临时省委，孟谦（孟用潜）任书记。1928年3月，共青团福建临时省委扩大会议召开，报经中央批准，正式成立共青团福建省委，孟谦任书记，机关设在厦门。此后陈柏生、曾宗乾担任书记。1930年8月6日，中共福建省委决定，将党团合并，成立福建省总行动委员会。11月24日，恢复共青团福建省委，董云阁担任书记。
1949年6月2日，根据张鼎丞建议，经中共中央华东局同意，在上海动员知识青年组成南下服务团。其中包括负责青年工作的福建省青年工作委员会（省青委）和青年团南下服务团工作委员会（团省工委）。1949年8月，南下服务团抵达福建省。伍洪祥任省青委和团省工委书记，庄炎林任省青委和团省工委秘书长。11月5日，中国新民主主义青年团福建省工作委员会成立（团省工委），地址设在福州市鼓屏路中山纪念堂。伍洪祥、张玉麟、王敬群历任书记。1953年5月28日至6月4日，中国新民主主义青年团福建省第一次代表大会在福州召开，选举产生中国新民主主义青年团福建省委员会（共青团福建省委）。1957年5月，中国新民主主义青年团召开第三次全国代表大会，决定把团的名称改为中国共产主义青年团。1967年1月至1973年4月，共青团福建省委机关在文化大革命的冲击下，处于解体状态。1973年5月17日至23日，中国共产主义青年团福建省第五次代表大会在福州召开，选举产生中国共产主义青年团福建省第五届委员会。1977年，中共福建省委决定设立中国共产主义青年团福建省委员会党组。

## 机构设置
内设机构
- 办公室
- 组织部
- 宣传部
- 统战部
- 青年发展部
- 学校部
- 少年部
- 维护青少年权益部
- 机关党委

直属事业单位
- 福建省团校
- 福建青年杂志社
- 福建省青希望工程办公室
- 福建省青青少年事业发展中心
- 福建省青青年志愿服务中心
- 福建青年人才开发中心

## 历任领导

### 第一届
- 任期：1953年6月－1956年11月
- 书记：王敬群 → 庄炎林
- 副书记：庄炎林、陈玉西（增补）、李威（增补）、牟星五（增补）、徐尚贤（增补）

### 第二届
- 任期：1956年11月－1959年4月
- 书记：陈玉西
- 副书记：李威、牟星五、徐尚贤、张渝民（增补）

### 第三届
- 任期：1959年4月－1963年8月
- 书记：陈玉西
- 副书记：李威、徐尚贤、张渝民

### 第四届
- 任期：1963年8月－1967年1月
- 书记：陈玉西
- 副书记：许集美、张渝民、李威、刘基固

### 第五届
- 任期：1973年5月－1978年8月
- 书记：江城防 → 陈声远（1978年2月任）
- 副书记：熊冬秀、陈巍、谢海沂、陈声远、翁金铨、王强、林开钦（1978年2月任）、程科（1978年2月任）

### 第六届
- 任期：1978年8月－1984年1月
- 书记：陈声远 → 林兆枢（1982年8月任）
- 副书记：林开钦、祈建华、翁永春、吴瑞岚、赵大中、林国清、石兆彬（1982年8月任）、荆福生（1982年8月任）

### 第七届
- 任期：1984年1月－1987年9月
- 书记：荆福生
- 副书记：石兆彬、张燮飞、陈玲、陈少勇（增补）、甘晓笛（增补）

### 第八届
- 任期：1987年9月－1993年2月
- 书记：陈少勇
- 副书记：甘晓笛、张燮飞、陈玲、吴文达

### 第九届
- 任期：1993年2月－1997年12月
- 书记：李敏忠
- 副书记：刘赐贵、蔡伟、姜榕兴、雷春美

### 第十届
- 任期：1997年12月－2002年12月
- 书记：詹少敏 → 雷春美（2001年9月任）
- 副书记：雷春美、黄晓炎、陈冬、吴立官

### 第十一届
- 任期：2002年12月－2008年2月
- 书记：黄晓炎 → 陈冬（2004年8月任）
- 副书记：陈冬、吴立官、俞开海、邱萍

### 第十二届
- 任期：2008年2月－2012年12月
- 书记：陈冬
- 副书记：赖军、郑震、徐姗娜、吴贤德、何明华（2011年9月任）

### 第十三届
- 任期：2012年12月－2018年6月
- 书记：何明华 → 宿利南（2016年10月任）
- 副书记：宿利南、兰明尚、陈涛、杨溢（2016年10月任）

### 第十四届
- 任期：2018年6月[3]－2023年
- 书记：肖华鑫（2022年3月离任） → 李腾（2023年4月任）
- 副书记：陈涛（2021年9月离任）、杨溢（2021年9月离任）、陈训明（2021年5月离任）、李腾（2021年7月－2023年4月）、邵明松（2022年任）、张阿峰（2022年5月任）、吴雪（2023年任）、陈志勇（挂职）、李文捷（兼职）、连占记（兼职）、刘安娟（兼职）